# Bibliothèque universitaire Georges-Perec
La bibliothèque Georges-Perec, de création récente, constitue l’équipement le plus important du SCD de l’Université Gustave-Eiffel.

## Description
La Bibliothèque universitaire de l’Université Gustave Eiffel a pour mission principale d’offrir les collections et les services les plus ajustés possibles aux besoins de la communauté universitaire de l'ancienne Paris-Est Marne-la-Vallée devenue Université Gustave-Eiffel en 2020. Elle est composée de plusieurs bibliothèques physiques réparties sur 3 sites.

### La Bibliothèque Georges Perec
La bibliothèque Georges Perec, de création récente, constitue l’équipement le plus important. Les collections et les espaces de travail se répartissent sur trois étages : 
- rez-de-chaussée (Agora, orientation, arts, presse,…) ;
- niveau 1 (histoire-géographie, urbanisme, sociologie, lettres,…) ;
- niveau 2 (sciences & techniques, mathématiques, informatique, gestion,…).

### Les bibliothèques excentrées
En plus de la bibliothèque centrale, la BU de l’UPEM compte plusieurs bibliothèques excentrées localisées sur différents sites appartenant à l’UPEM. Leur domaine de spécialité recouvre le plus souvent l’offre de formation du site sur lequel elles se situent :
- Bibliothèque Tourisme-Management ;
- Bibliothèque Arts et multimédia ;
- Bibliothèque de l'IUT-Champs ;
- Bibliothèque de l'IUT de Meaux.

### Les fonds spécifiques
La bibliothèque comporte des fonds spécifiques partiellement communicables dans les bibliothèques. Ces fonds sont souvent le fait de dons qui soulignent le lien entre la bibliothèque universitaire et les enseignants chercheurs.
- le fonds Gilbert Gadoffre (2 600 documents en histoire et civilisation européenne)[2] ;
- le fonds de l'Institut Gaspard Monge (5 000 documents en linguistique et informatique).